# سینما بهمن (اهواز)
سینما بهمن یک سینما در شهر اهواز، ایران است.
این سینما که متعلق به حوزه هنری می‌باشد در سال ۱۳۴۷ با یک سالن افتتاح شده‌است.